# Matag-ob
Matag-ob é um município de  quarta classe de renda municipal (d) na província Leyte, nas Filipinas. De acordo com o censo de 1 de maio  de  2020 possui uma população de 17 522 pessoas e 4 671 domicílios.